# 第5太陽週期

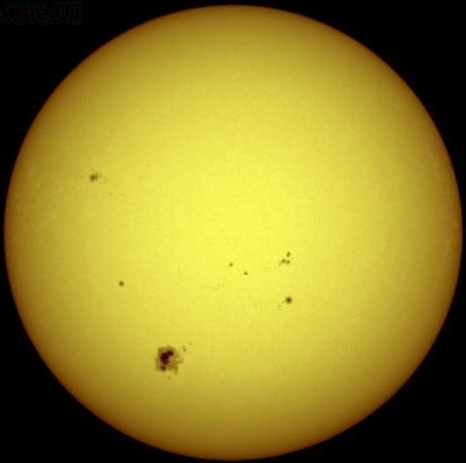
太陽和一些可見的黑子。

第5太陽週期是從1755年開始紀錄太陽黑子活動以來的第5個太陽週期 。這個週期開始於1798年5月，結束於1810年12月，持續了12.6年。在這個週期內的最大平滑黑子數(超過12個月期間的黑子月平均數值)為49.2，最小的數值為0。